# Eddie Westerberg
Eddie Westerberg, född 3 mars 1928 i Stockholm, är en svensk målare och grafiker. Han är gift med Lola Westerberg.
Westerberg studerade vid Isaac Grünewalds målarskola i Stockholm samt Académie Libre. Han har tilldelats Thor Fagerkvist-stipendiet.
Westerberg är representerad vid Statens konstråd, Värmlands läns landsting, Kopparbergs läns landsting, Karlstad kommun och Kils kommun.